# Jien
Jien (慈円, Kyoto, Japó, 17 de maig de 1155 – província d'Omi (actual prefectura de Shiga), 28 d'octubre de 1225) fou un poeta, historiador i monjo budista japonès.
Nasqué dins del clan Fujiwara, una família d'aristòcrates. Es va unir a la secta Tendai del budisme a primerenca edat, prenent el nom budista de Dokaie i posteriorment a Jien.
Començà a estudiar i escriure la història del Japó, el qual propòsit era “il·luminar a les persones que trobaven dificultats a l'entendre les vicissituds de la vida”. La seua obra principal completada en la dècada de 1220, titulat com Gukanshō (Notes budistes d'un ximple). En aquesta obra intenta analitzar els fets de la història japonesa.
Aquesta obra posseïa un mappō, és a dir, una visió pessimista de la seua època, el període feudal de l'era Heian i reclamava que era un període de decadència religiosa i veia la desintegració de la civilització. Jien objectava que els canvis en l'estructura feudal eren necessaris i defensava el poder del shogun.